# Köttwitzsch
Köttwitzsch ist ein Ortsteil der Gemeinde Königsfeld im sächsischen Landkreis Mittelsachsen. Die Gemeinde Köttwitzsch mit ihrem Ortsteil Stollsdorf wurde am 1. Januar 1994  nach Königsfeld eingemeindet.

## Geografie

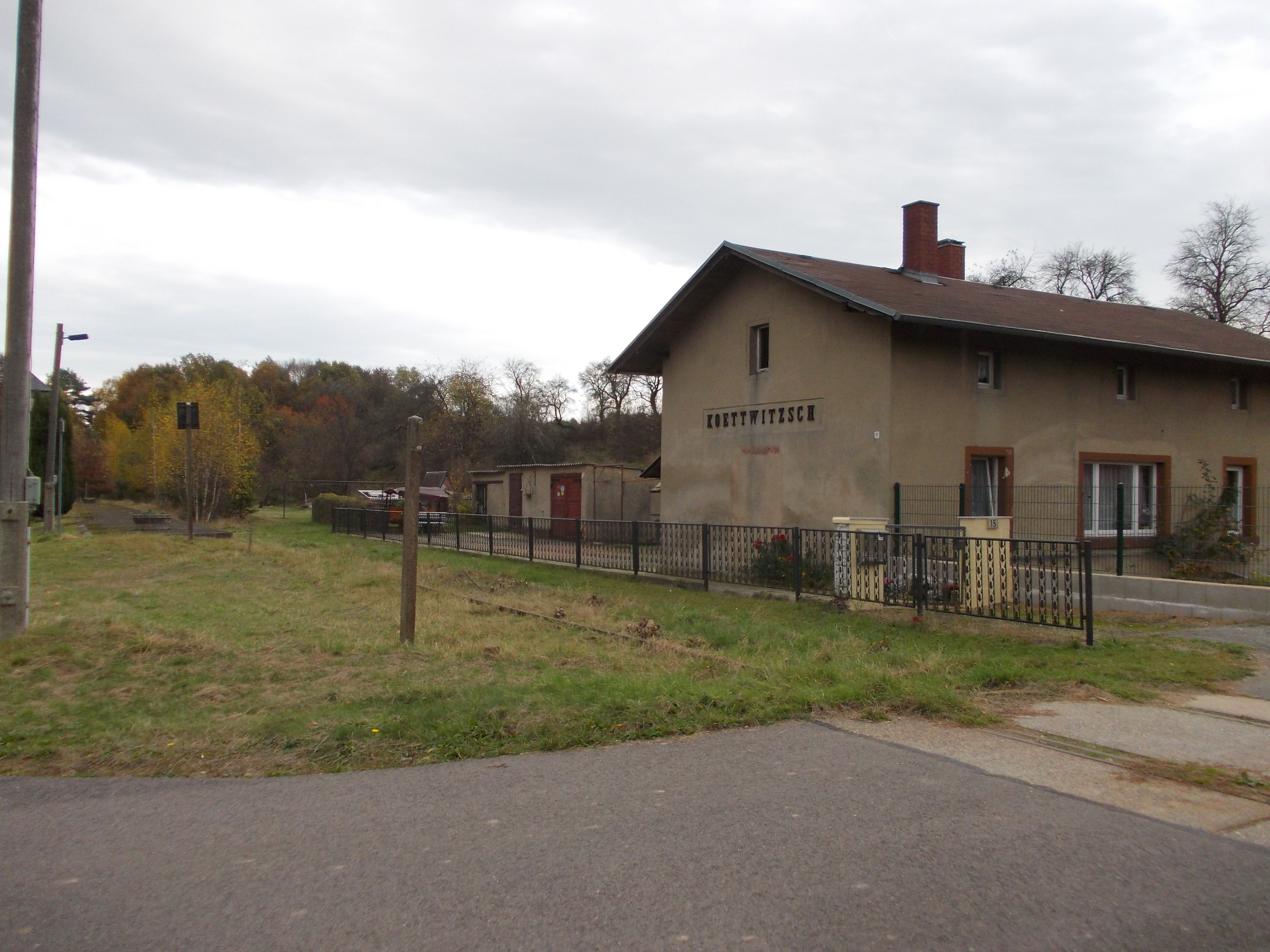
Ehemaliger Haltepunkt Köttwitzsch

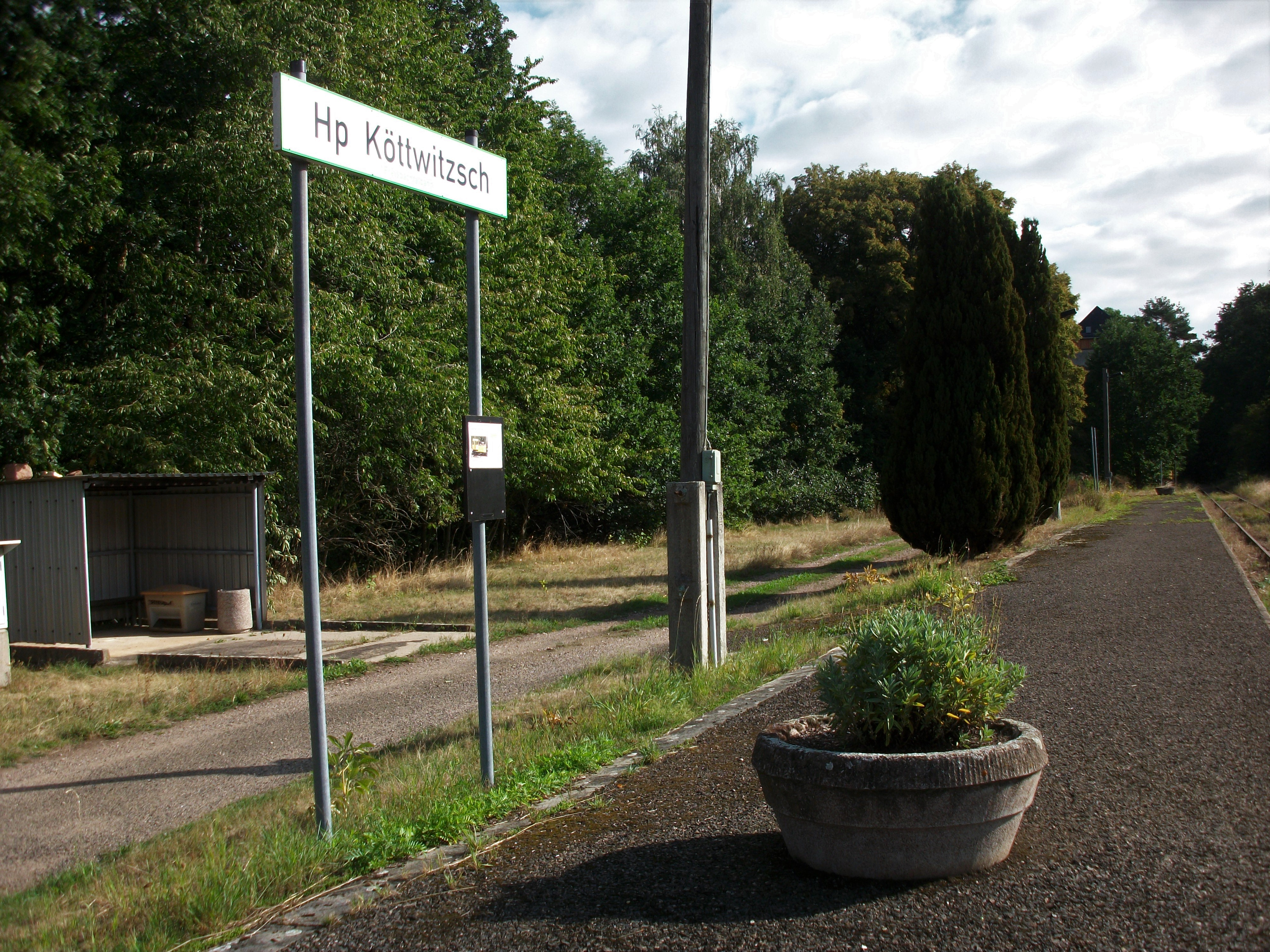
Haltepunkt Köttwitzsch, Stationsschild der Frelsbachtalbahn

### Geografische Lage und Verkehr
Köttwitzsch befindet sich im Süden der Gemeinde Königsfeld am Mittellauf des Frelsbachs, einem Zufluss der Zwickauer Mulde. Die Bundesstraße 7 verläuft im Norden an Köttwitzsch vorbei. Direkt südlich von Köttwitzsch verläuft die Trasse der stillgelegten Bahnstrecke Rochlitz–Penig, welche zwischen 1872 und 2002 in Betrieb war. An dieser besaß der Ort zeitweise einen Haltepunkt, welcher heute  von den Draisinen der Frelsbachtalbahn" bedient wird.

### Nachbarorte
| Haide       | Königsfeld                                  | Neukönigsfeld |
| Wickershain | Kompassrose, die auf Nachbargemeinden zeigt | Poppitz       |
|             | Stollsdorf                                  | Noßwitz       |

## Geschichte

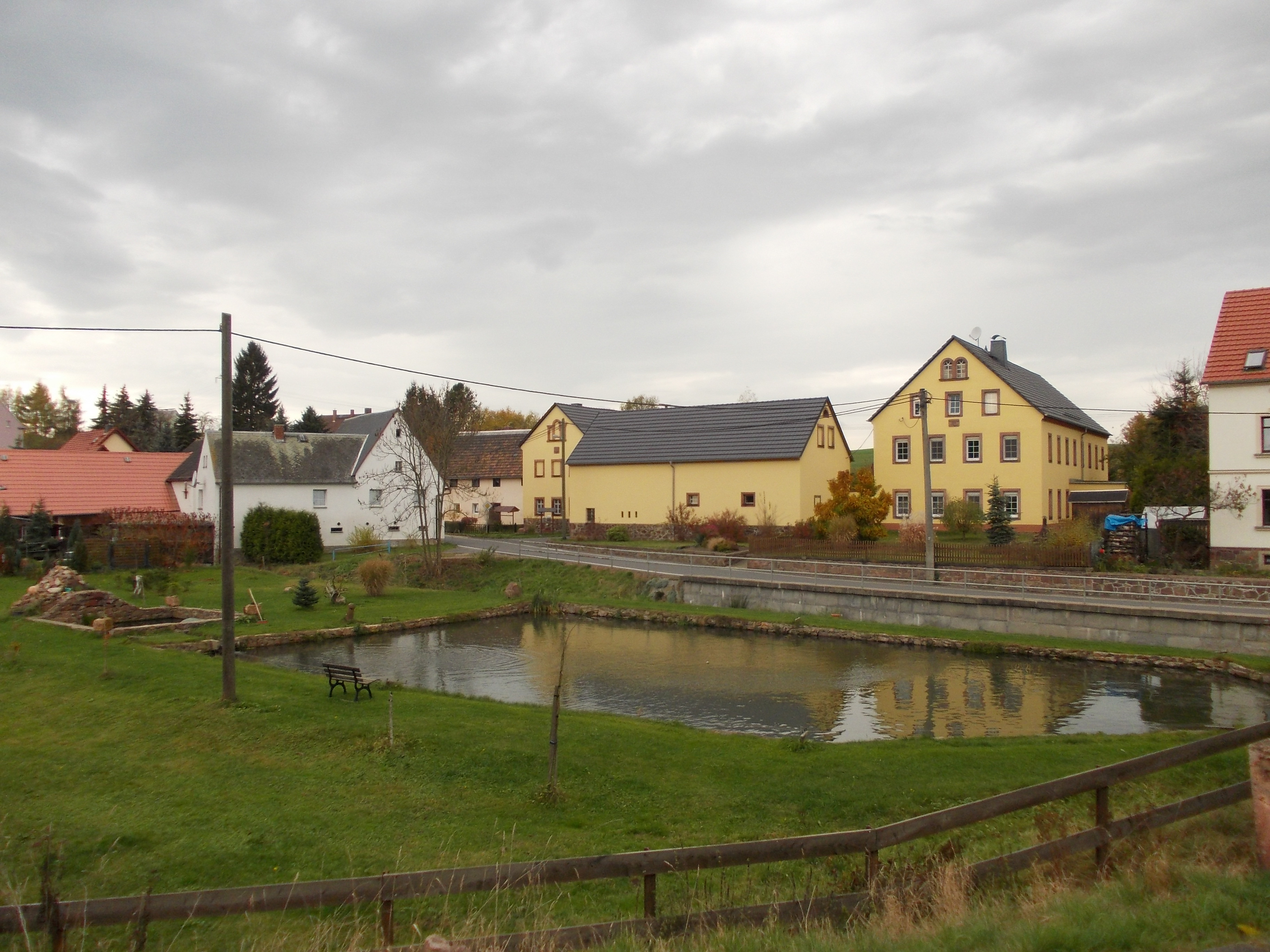
Köttwitzsch, Teich

Das Zeilendorf Köttwitzsch wurde im Jahr 1350 erstmals als Kitewys erwähnt. Bezüglich der Grundherrschaft unterstand Köttwitzsch bis in die Mitte des 19. Jahrhunderts dem Rittergut Königsfeld. Im Jahr 1618 wurde das zum Rittergut Königsfeld gehörige Vorwerk Köttwitzsch durch Georg Heinrich von Ende erbaut und als Schäferei genutzt. Das Areal des Vorwerks wurde zur Zeit der DDR mit anderen Gebäuden überbaut, sodass von dem einstigen Vorwerk heute nichts mehr erhalten ist. Kirchlich ist der Ort seit jeher nach Rochlitz gepfarrt. Köttwitzsch gehörte bis 1856 zum kursächsischen bzw. königlich-sächsischen Amt Rochlitz. Bei den im 19. Jahrhundert im Königreich Sachsen durchgeführten Verwaltungsreformen wurden die Ämter aufgelöst. Dadurch kam Köttwitzsch im Jahr 1856 unter die Verwaltung des Gerichtsamts Rochlitz und 1875 an die neu gegründete Amtshauptmannschaft Rochlitz. Die Haltestelle Köttwitzsch wurde am 8. April 1872 zusammen mit der Bahnstrecke Rochlitz–Narsdorf–Penig eröffnet. Mit der 1947 erfolgten Demontage des Abschnitts Rochlitz–Narsdorf wurde auch die Haltestelle Köttwitzsch, die sich im Süden des Orts befand, stillgelegt.
Am 1. Juli 1950 erfolgte die Eingemeindung von Stollsdorf nach Köttwitzsch. Durch die zweite Kreisreform in der DDR im Jahr 1952 wurde die Gemeinde Köttwitzsch dem Kreis Rochlitz im Bezirk Chemnitz (1953 in Bezirk Karl-Marx-Stadt umbenannt) angegliedert, der ab 1990 als sächsischer Landkreis Rochlitz fortgeführt wurde und 1994 im Landkreis Mittweida bzw. 2008 im Landkreis Mittelsachsen aufging. Am 1. Januar 1994 erfolgte die Eingemeindung der Gemeinde Köttwitzsch mit ihrem Ortsteil Stollsdorf nach Königsfeld. Nachdem der Abschnitt Rochlitz–Narsdorf der Bahnstrecke Rochlitz–Narsdorf–Penig im Jahr 1965 reaktiviert und 1969 der Personenverkehr wieder aufgenommen wurde, verkehrten die Züge ohne Halt in Köttwitzsch. Erst 1990 wurde der Haltepunkt wiedereröffnet. Mit der zweiten Stilllegung des Abschnitts Rochlitz–Narsdorf ist der Haltepunkt Köttwitzsch am 28. Mai 2000 außer Betrieb gegangen. Nachdem die IG Muldental BahnTourismus e. V. im Jahr 2017 den Abschnitt Rochlitz–Narsdorf übernommen und freigeschnitten hat, bietet sie auf dem Abschnitt Draisinenfahren unter dem Namen „Frelsbachtalbahn“ an. Der Haltepunkt Köttwitzsch wurde dazu mit einem Stationsschild versehen.